# باربي فيريرا
باربرا لينهاريس فيريرا (بالإنجليزية: Barbie Ferreira)‏ (من مواليد 14 ديسمبر 1996) والمعروفة باسم باربي فيريرا ، عارضة أزياء وممثلة برازيلية أمريكية اشتهرت بدور كات هيرنانديز في مسلسل نشوة على شبكة إتش بي أو.

## نشأتها
ولدت فيريرا في حي كوينز بمدينة نيويورك ، وانتقل لاحقًا إلى مايوود ، نيو جيرسي. التحقت بمدرسة هاكنساك الثانوية. هي من أصل برازيلي ، وقد ربتها والدتها وخالتها وجدتها. تعمل والدتها طاهية.